# Велизарий, Мария Ивановна
Мари́я Ива́новна Велиза́рий (1869—1944) — русская актриса, педагог, мемуаристка.

## Биография
Мария Велизарий родилась в 1869 году, её мать М. Н. Новицкая была провинциальной актрисой.
Училась у В. В. Самойлова. С 1886 года выступала на клубных сценах Петербурга, затем в провинциальных театрах в антрепризах Н. Н. Синельникова (Ростов-на-Дону), Н. Н. Соловцова (Киев), М. М. Бородая (Харьков, Екатеринослав, Казань, Саратов) вместе с мужем, артистом И. М. Шуваловым.
В 1889—1891 годах — актриса театра Е. Н. Горевой в Москве, в 1903 — петербургского театра Л. Б. Яворской. 
Актриса реалистической школы широкого творческого диапазона, выступавшая в амплуа инженю, но с успехом игравшая также роли трагических героинь. По выражению современника-рецензента, её талант «играл и искрился, как хорошо замороженное шампанское».
В ноябре 1916 года в Городском театре Саратова состоялся последний спектакль-бенефис «Живой труп» с её участием и в её постановке, после которого она покинула сцену по болезни. Не в силах расстаться с театром, в том же году в Саратове она открыла драматическую студию на артельных началах, педагогами кроме неё были М. И. Жвирблис и И. А. Слонов. Среди её учеников были Борис Ильин, Александр Булдаков.
После Октябрьского переворота 1917 года руководила красноармейской и рабочей самодеятельностью. С начала 1920 годов преподавала на Высших государственных мастерских театрального искусства (ВГМТИ) в Саратове.
Осенью 1920 года была назначена главным режиссёром политотдельского театра в Новочеркасске. С 1922 года и до выхода на пенсию в 1926 году вновь в Саратове. 
Последние годы провела в Ленинградском доме ветеранов сцены. Скончалась в 1944 году.

### Семья
- бабушка — Агафья Пименовна Новицкая-Капустина (1818—1908), провинциальная драматическая актриса, выступала до 1872 года в Киеве, Харькове, Одессе[9];
- муж — Иван Михайлович Шувалов (урожд. Егоров; 1865—1905), театральный актёр[комм. 1];
  - дочь — Вера Ивановна Велизарий-Шувалова[11].

## Роли в театре
- «Отелло» У. Шекспира — Дездемона
- «Гамлет» У. Шекспира — Офелия
- «Ромео и Джульетта» У. Шекспира — Джульетта
- «Король Лир» У. Шекспира — Корделия
- «Коварство и любовь» Ф. Шиллера — Луиза
- «Горе от ума» А. Грибоедова — Лиза, Софья
- «Ревизор» Н. Гоголя — Марья Антоновна
- «Хозяйка гостиницы» К. Гольдони — Мирандолина
- «Потонувший колокол» Г. Гауптмана — Раутенделейн
- «Строитель Сольнес» Г. Ибсена — Гильда

## Комментарии
1. ↑  Семейные архивы М. И. Велизарий и И. М. Шувалова хранятся в Российской национальной библиотеке и Государственном центральном Театральном музее имени А. А. Бахрушина[10].